# Trachysiphonella ruficeps
Trachysiphonella ruficeps är en tvåvingeart som först beskrevs av Pierre Justin Marie Macquart 1835.
Trachysiphonella ruficeps ingår i släktet Trachysiphonella och familjen fritflugor. Arten är reproducerande i Sverige.